# Патрік Болонья
Патрік Болонья (фр. Patrick Bologna; нар. 14 вересня 1978, Гома) — бізнесмен і політик з Демократичної Республіки Конго. Співзасновник і президент політичної партії ACO (Avenir du Congo). У 2011 році був обраний у Національну асамблею ДР Конго. Почесний консул України в Демократичній Республіці Конго.

## Життєпис
Народився 14 вересня 1978 року в місті Гома. У 1982 році переїхав до Кіншаси.
У 1990 році відправляється до Франції, щоб навчатись у коледжі в місті Ле-Блан-Меніль. У 1996 році повертається до ДР Конго, щоб продовжити навчання в Університеті Бель Кампус.
Підприємницьку діяльність розпочинає у 2002 році, засновуючи компанію BOLPAT sprl.
У 2009 році створив політичну партію ACO (Avenir du Congo) і став її керівником. У 2011 році був обраний у Національну асамблею ДР Конго.
Почесний консул України в Демократичній Республіці Конго.